# La Pyramide humaine
La Pyramide humaine ("den mänskliga pyramiden") är en fransk dramafilm från 1961 i regi av Jean Rouch, med Nadine Baccot, Raymond Bakayado, Denise Dufour och Jean-Claude Dufour i huvudrollerna. I en fiktivt dokumentär ramhandling undersöker Rouch relationen mellan svarta och vita i det koloniala Abidjan, Elfenbenskusten, genom att låta eleverna i en blandad lycéeklass agera i en film om rasrelationer.
Alla skådespelare i filmen är amatörer och spelar varianter av sig själva både i ramhandlingen och den inbäddade filmen. La Pyramide humaine hade premiär i Frankrike den 19 april 1961.

## Medverkande
- Nadine Baccot – Nadine
- Raymond Bakayado – Raymond
- Denise Dufour – Denise
- Jean-Claude Dufour – Jean-Claude
- Alain Tusques – Alain
- Studenter vid lycéet i Abijan